# Crinum scillifolium
Crinum scillifolium là một loài thực vật có hoa trong họ Amaryllidaceae. Loài này được A.Chev. mô tả khoa học đầu tiên năm 1911.